# Irene Aloisi
Irene Aloisi  née à Milan le 20 mai 1925 et morte à  Rome le 1er janvier 1980 est une actrice italienne.

## Biographie
Irene Aloisi née à Milan le 20 mai 1925, a commencé sa carrière en 1954 à l'âge de vingt-neuf ans. Elle a joué, surtout dans les comédies, la dame bourgeoise, la petite amie de l'héroïne, ou la citoyenne un peu capricieuse et bien élevée. Elle a joué dans une vingtaine de films jusqu'au milieu des années 1970. Elle a aussi joué dans des téléfilms comme Orgoglio e pregiudizio (1957) sous la direction de Daniele D'Anza, La cittadella (1964) d'Anton Giulio Majano et dans la série Vivere insieme , jouant sous la direction de  Antonio De Gregorio et Giuliana Berlinguer. 
Sur scène, elle a joué au Teatro Alessandro Bonci à Cesena en 1959/1960 et à Milan sous Carlo Terrón en 1963.

## Filmographie partielle
- 1954 : 
  - Peppino e la vecchia signora, de Piero Ballerini
  - Ces demoiselles du téléphone  (Le signorine dello 04), de Gianni Franciolini
- 1955 :  La ragazza di Via Veneto, de Marino Girolami
- 1958 :  Le bellissime gambe di Sabrina, de Camillo Mastrocinque
- 1959 :  Roulotte e roulette, de Turi Vasile
- 1960 :  
  - Ça s'est passé à Rome  (La giornata balorda), de Mauro Bolognini
  - Il sicario, de Damiano Damiani
- 1961 :  
  - Gli attendenti, de Giorgio Bianchi (1961)
  - Totò, Peppino e... la dolce vita, de Sergio Corbucci
- 1963 :  Les Heures de l'amour (Le ore dell'amore), de Luciano Salce
- 1964 : Amore mio de Raffaello Matarazzo
- 1969 :  Puro siccome un Angelo papà mi fece monaco... di Monza, de Giovanni Grimaldi
- 1970 :  Cerca di capirmi, de Mariano Laurenti
- 1971 :  
  - Le tue mani sul mio corpo, de Brunello Rondi
  - La lunga ombra del lupo, de Gianni Manera
- 1976 :  Bruciati da cocente passione, de Giorgio Capitani